# Peter Sejna
Peter Sejna (né le 5 octobre 1979 à Liptovský Mikuláš en Tchécoslovaquie) est un joueur professionnel de hockey sur glace slovaque. Il évolue au poste d'ailier.

## Biographie

### Carrière en club
En 1996, il débute avec son club formateur du MHk 32 Liptovský Mikuláš dans l'Extraliga. Deux ans plus tard, il part en Amérique du Nord pour s'aguerrir dans les ligues juniores. Les Buccaneers de Des Moines remporte la Coupe Clark 1999. De 2000 à 2003, il poursuit un cursus universitaire avec les Tigers de Colorado College. Le 6 avril 2003, il joue son premier match dans la Ligue nationale de hockey avec les Blues de Saint-Louis et marque un but face à l'Avalanche du Colorado. Jusqu'en 2007, il évolue dans la LNH et la Ligue américaine de hockey. Il décide alors de signer en Suisse. Sous les couleurs du ZSC Lions, il décroche la LNA 2008, la Ligue des champions 2009 et la Coupe Victoria 2009. Il signe au HC Davos en 2010. L'équipe d'Arno Del Curto sort vainqueure de la saison 2010-2011.

### Carrière internationale
Il représente l'équipe de Slovaquie au niveau international. Il a participé aux sélections jeunes.

## Trophées et honneurs personnels

### USHL
- 2000 : nommé attaquant de la saison.

### NCAA
- 2002 : nommé recrue de la saison.
- 2003 : remporte le Trophée Hobey Baker.
- 2003 : nommé dans l'équipe d'étoiles de l'association de l'Ouest.

## Statistiques

### En club
| Saison     | Équipe                     | Ligue      |     | Saison régulière | Saison régulière | Saison régulière | Saison régulière | Saison régulière |    | Séries éliminatoires | Séries éliminatoires | Séries éliminatoires | Séries éliminatoires | Séries éliminatoires |
| Saison     | Équipe                     | Ligue      | PJ  | B                | A                | Pts              | Pun              | PJ               | B  | A                    | Pts                  | Pun                  |                      |                      |
| 1996-1997  | MHk 32 Liptovský Mikuláš   | Extraliga  | 29  | 3                | 5                | 8                | 2                | -                | -  | -                    | -                    | -                    |                      |                      |
| 1997-1998  | MHk 32 Liptovský Mikuláš   | Extraliga  | 34  | 5                | 6                | 11               | 6                | -                | -  | -                    | -                    | -                    |                      |                      |
| 1998-1999  | Buccaneers de Des Moines   | USHL       | 52  | 40               | 23               | 63               | 26               | 14               | 11 | 6                    | 17                   | 8                    |                      |                      |
| 1999-2000  | Buccaneers de Des Moines   | USHL       | 58  | 41               | 53               | 94               | 36               | 9                | 4  | 5                    | 9                    | 4                    |                      |                      |
| 2000-2001  | Tigers de Colorado College | NCAA       | 41  | 29               | 29               | 58               | 10               | -                | -  | -                    | -                    | -                    |                      |                      |
| 2001-2002  | Tigers de Colorado College | NCAA       | 43  | 26               | 24               | 50               | 16               | -                | -  | -                    | -                    | -                    |                      |                      |
| 2002-2003  | Tigers de Colorado College | NCAA       | 42  | 36               | 46               | 82               | 12               | -                | -  | -                    | -                    | -                    |                      |                      |
| 2002-2003  | Blues de Saint-Louis       | LNH        | 1   | 1                | 0                | 1                | 0                | -                | -  | -                    | -                    | -                    |                      |                      |
| 2003-2004  | Blues de Saint-Louis       | LNH        | 20  | 2                | 2                | 4                | 4                | -                | -  | -                    | -                    | -                    |                      |                      |
| 2003-2004  | IceCats de Worcester       | LAH        | 59  | 12               | 29               | 41               | 13               | 8                | 10 | 3                    | 3                    | 6                    |                      |                      |
| 2004-2005  | IceCats de Worcester       | LAH        | 64  | 17               | 21               | 38               | 24               | -                | -  | -                    | -                    | -                    |                      |                      |
| 2005-2006  | Rivermen de Peoria         | LAH        | 44  | 19               | 31               | 50               | 18               | 3                | 4  | 3                    | 0                    | 3                    |                      |                      |
| 2005-2006  | Blues de Saint-Louis       | LNH        | 6   | 1                | 1                | 2                | 4                | -                | -  | -                    | -                    | -                    |                      |                      |
| 2006-2007  | Rivermen de Peoria         | LAH        | 39  | 12               | 24               | 36               | 12               | -                | -  | -                    | -                    | -                    |                      |                      |
| 2006-2007  | Blues de Saint-Louis       | LNH        | 22  | 3                | 1                | 4                | 4                | -                | -  | -                    | -                    | -                    |                      |                      |
| 2007-2008  | ZSC Lions                  | LNA        | 38  | 16               | 21               | 37               | 4                | 17               | 7  | 6                    | 13                   | 2                    |                      |                      |
| 2008-2009  | ZSC Lions                  | LNA        | 41  | 16               | 26               | 42               | 28               | 3                | 0  | 1                    | 1                    | 0                    |                      |                      |
| 2009-2010  | ZSC Lions                  | LNA        | 38  | 17               | 17               | 34               | 2                | -                | -  | -                    | -                    | -                    |                      |                      |
| 2010-2011  | HC Davos                   | LNA        | 15  | 5                | 3                | 8                | 2                | 7                | 1  | 5                    | 6                    | 2                    |                      |                      |
| 2011-2012  | HC Davos                   | LNA        | 49  | 19               | 16               | 35               | 6                | 4                | 0  | 0                    | 0                    | 0                    |                      |                      |
| 2012-2013  | Rapperswil-Jona Lakers     | LNA        | 47  | 20               | 14               | 34               | 22               | 12               | 4  | 2                    | 5                    | 12                   |                      |                      |
| 2013-2014  | Rapperswil-Jona Lakers     | LNA        | 48  | 11               | 9                | 20               | 18               | 11               | 2  | 6                    | 8                    | 2                    |                      |                      |
| 2014-2015  | HC La Chaux-de-Fonds       | LNB        | 27  | 10               | 15               | 25               | 2                | 7                | 3  | 7                    | 10                   | 0                    |                      |                      |
| Totaux LAH | Totaux LAH                 | Totaux LAH | 206 | 60               | 105              | 165              | 67               | 14               | 6  | 3                    | 9                    | 12                   |                      |                      |
| Totaux LNH | Totaux LNH                 | Totaux LNH | 49  | 7                | 4                | 11               | 12               | -                | -  | -                    | -                    | -                    |                      |                      |

| Année     | Équipe    | Compétition    |   | PJ | B | A  | Pts | Pun       |  | Résultat |
| 2008-2009 | ZSC Lions | LdC            | 8 | 5  | 5 | 10 | 0   | Vainqueur |  |          |
| 2011      | HC Davos  | Coupe Spengler | 4 | 2  | 2 | 4  | 2   | Vainqueur |  |          |

### En équipe nationale
| Année | Compétition                 |   | PJ | B | A | Pts | Pun | +/-                |  | Résultat |
| 1999  | Championnat du monde junior | 6 | 1  | 2 | 3 | 0   | +3  | Médaille de bronze |  |          |
| 2003  | Championnat du monde        | 4 | 0  | 0 | 0 | 4   | -1  | Médaille de bronze |  |          |